# Пјане Фаваро IV (Кјети)
Пјане Фаваро IV (итал. Piane Favaro IV) је насеље у Италији у округу Кјети, региону Абруцо.
Према процени из 2011. у насељу је живело 13 становника. Насеље се налази на надморској висини од 107 м.